# Exoprosopa pauper
Exoprosopa pauper är en tvåvingeart som beskrevs av Walker 1871. Exoprosopa pauper ingår i släktet Exoprosopa och familjen svävflugor.
Artens utbredningsområde är Somalia. Inga underarter finns listade i Catalogue of Life.